# David Caramelli
David Caramelli (Firenze, 25 settembre 1969) è un antropologo italiano.

## Biografia
Laureatosi in Scienze Naturali nel 1997, si specializza poi nelle Università di Göttingen e di Cambridge sulle tecnologie per studiare DNA antico e degradato. Nel 2002, consegue il dottorato in Scienze Antropologiche all'Università di Firenze con una tesi sulla caratterizzazione genetica della popolazione etrusca. Consegue una seconda laurea in Storia Naturale dell'Uomo e nel 2005, diventa ricercatore presso l'Università di Firenze. Nel 2010 passa professore associato e nel 2015 diventa professore ordinario.
Dal 2004 al 2010 è stato membro del Consiglio Scientifico della Società italiana di biologi evoluzionisti. Nel 2007 è stato Guest Editor di BMC Evolutionary Biology. È attualmente (2019) academic editor di due riviste internazionali di BMC: “Genetics” e “PLOS ONE”.. Dal settembre del 2019 è editor di Scientific Report  del gruppo editoriale Nature Publishing Group.

## Settore di ricerca
La sua ricerca si rivolge all'analisi sul DNA antico e degradato per ricerche archeologiche e paleontologiche con particolare attenzione all'uomo di Neanderthal, giungendo a ritenere che alcuni di questi individui fossero caratterizzati da carnagione chiara e capelli rossi. Nel 2015, ha estratto il più antico campione di DNA di Neanderthal mai trovato. Anche le popolazioni etrusche e la civiltà nuragica sono state punti focali delle sue ricerche.
Alcune sue ricerche sono tese a migliorare i protocolli di analisi per il recupero e lo studio di campioni di DNA degradati ed è per questo consulente dei Carabinieri per tracciare l'identità delle persone morte da tempo.
Le sue ricerche hanno spesso avuto riflessi sui media.
È incluso nei Top Italian Scientists in Natural & Enviromental Sciences ed ha un elevato impatto citazionale in Google Scholar.

## Scritti

### Monografie
- David Caramelli e altri, Genetic characterization of the body attributed to the evangelist Luke, in Proceeding of the National Academy of Science of The United States of America, 98 (23), 6 novembre 2001,  pp. 13460-13463.
- David Caramelli e Martina Lari, Il DNA antico. Metodi di analisi e applicazioni, Pontecorboli Editore, 2004.
- David Caramelli, Antropologia molecolare, manuale di base, Firenze, Firenze University Press, 2009.
- Claudio Tuniz, Giorgio Manzi e David Caramelli, La scienza delle nostre origini, Roma Napoli, GLF editori Laterza, 2013.
- Brunetto Chiarelli, David Caramelli e Francesco Mallegni, I neandertalini. Comparsa e scomparsa di una specie, Broni, Altravista, 2009.
- Claudio Tuniz, Giorgio Manzi e David Caramelli, La scienza delle nostre origini, Laterza, 2013.

### Articoli
- Mitochondrial DNA of an Iberian Neandertal suggests a population affinity with other European Neandertals, in Current Biology, settembre 2006.
- Inferring genealogical processes from patterns of Bronze-Age and modern DNA variation in Sardinia, in Molecular Biology and Evolution, dicembre 2009.
- Ancient DNA Studies: New Perspectives on Old Samples, in Genet Sel Evol, luglio 2012, DOI:10.1186/1297-9686-44-21.
- Silvana Condemi, Aurélien Mounier, Paolo Giunti, Martina Lari, David Caramelli e Laura Longo, Possible interbreeding in late Italian Neanderthals? New data from the Mezzena jaw (Monti Lessini, Verona, Italy), in PLoS ONE, vol. 8 (3), marzo 2013.
- The Neanderthal in the karst: First dating, morphometric, and paleogenetic data on the fossil skeleton from Altamura (Italy), in Journal of Human Evolution, vol. 82, maggio 2015,  pp. 88-94, DOI:10.1016/j.jhevol.2015.02.007.
- The Biarzo case in northern Italy: Is the temporal dynamic of swine mitochondrial DNA lineages in Europe related to domestication?, in Scientific Reports, novembre 2015.
- Pleistocene Mitochondrial Genomes Suggest a Single Major Dispersal of Non-Africans and a Late Glacial Population Turnover in Europe, in Current Biology, febbraio 2016.
- Pleistocene Mitochondrial Genomes Suggest a Single Major Dispersal of Non-Africans and a Late Glacial Population Turnover in Europe, in Current Biology, febbraio 2016.
- David Caramelli et al, Neanderthal behaviour, diet, and disease inferred from ncient DNA in dental calculus, in Nature, marzo 2017.
- The Beaker phenomenon and the genomic transformation of Northwest Europe, in Nature, 8 marzo 2018.